# Kursky (huyện)
Huyện Kursky (tiếng Nga: Курский райо́н) là một huyện hành chính tự quản (raion), của Tỉnh Kursk, Nga. Huyện có diện tích 1650 kilômét vuông, dân số thời điểm ngày 1 tháng 1 năm 2000 là 52200 người. Trung tâm của huyện đóng ở Kursk.